# Calle Smith–Novena Calle (línea Culver)
Calle Smith–Novena Calle es una estación en la línea Culver del metro de la ciudad de Nueva York. Está localizada en Gowanus Canal entre la décima y novena Calle en Gowanus, Brooklyn.
Con una elevación de  90 pies sobre el nivel del mar, esta estación es la más alta de todo el sistema; esta elevación fue necesaria por la ahora extinta norma para navegación de altura en el Canal Gowanus. El puente que está en la estación tiene 4 torres erigidos con cables, pero el puente es levantado ocasionalmente. Esta estación y la siguiente estación Sur, Cuarta Avenida, eran las únicas estaciones originales elevadas construidas por el Independent Subway System (IND); todas las otras estaciones de la IND fueron construidas subterráneas o tomadas de sus propietarios originales. El MTA anunció que la estación será remodelada y podría estar parcialmente o cerrada completamente por varios meses entre 2009 al 2012.

## Conexiones de autobuses
- B75 al este hacia Park Slope y Prospect Park; al norte hacia Downtown Brooklyn
- B77] al este hacia Park Slope; al oeste hacia Red Hook
- Expreso gratis hacia IKEA Plaza en Red Hook.

## Galería

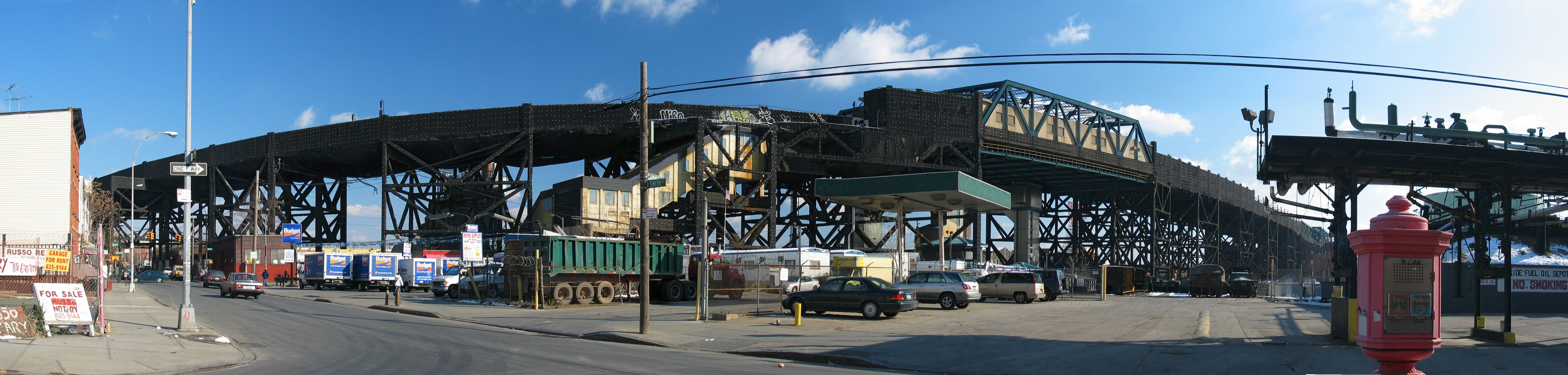
Estación elevada de las Calles Smith & Novena
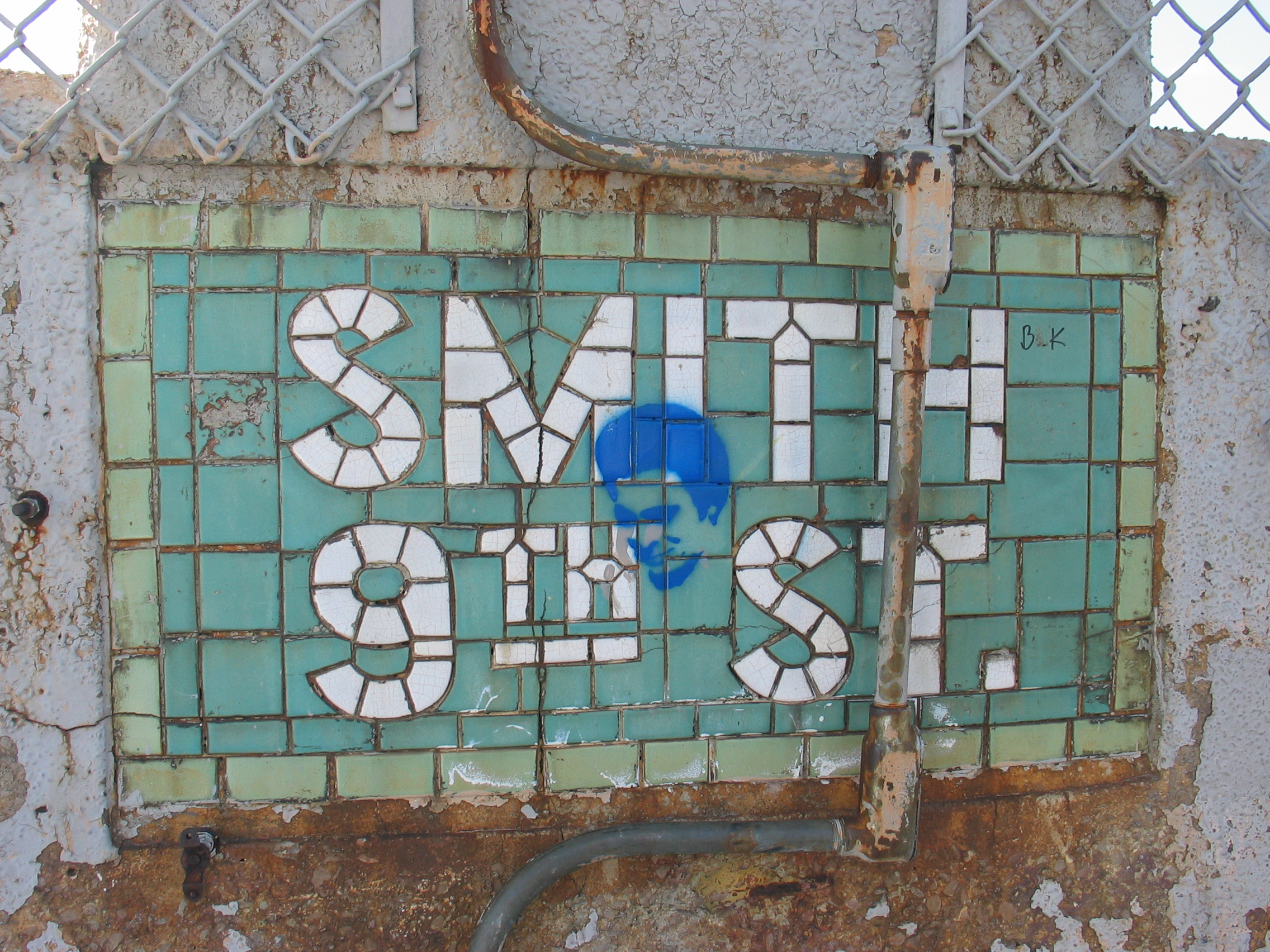
Logo de la estación en azulejos